# Robert Kennicutt
Robert Charles Kennicutt, Jr. (4 de setembro de 1951) é um astrônomo estadunidense. É Professor Plumiano de Astronomia e Filosofia Experimental na Universidade de Cambridge.
Kennicutt estudou física no Instituto Politécnico Rensselaer em Troy, Nova Iorque, onde obteve em 1973 o bacharelato. Em 1976 completou o estudo em astronomia na Universidade de Washington com um mestrado, onde também obteve em 1978 um Ph. D..
De 1999 a 2006 foi chefe de reportagem do Astrophysical Journal.
Em 2001 Kenicutt foi eleito membro da Academia de Artes e Ciências dos Estados Unidos. Recebeu em 2007 o Prêmio Dannie Heineman de Astrofísica. Foi condecorado com o Prêmio Gruber de Cosmologia de 2009.
Suas áreas de pesquisa são estrutura e desenvolvimento de galáxias e formação de estrelas em galáxias.

## Prêmios e reconhecimentos
- 2019 Medalha de Ouro da Royal Astronomical Society